# Gotha Go 242
O Gotha Go 242 foi um planador militar de transporte usado pela Luftwaffe durante a Segunda Guerra Mundial. Era uma evolução do DFS 230 tanto em capacidade de carga, passageiros e características de voo. Embora tenha visto uso limitado, apareceu operacionalmente em várias versões.

## Desenvolvimento
O Go 242 foi projetado por Albert Kalkert em resposta a uma requisição da luftwaffe para um planador de transporte pesado que iria substituir o DFS 230 que então estava em serviço. A exigência era de um planador capaz de transportar 20 soldados totalmente carregadas ou a carga equivalente ao peso destes.
A aeronave possuía uma asa alta sendo a fuselagem um simples quadrado que terminava em portas em formato de concha que eram usadas para carregar a aeronave, a fuselagem era formada por tubos de aço que eram cobertos com tecido para assim diminuir o peso da aeronave. As novas características de controle de voo que vinham com projeto eram grandes melhorias comparadas com o projeto do DFS 230.
O aparelho foi testado para decolar com o auxilio de foguetes (JATO) para casos onde a decolagem deveria ser feita com sobrecarga, sendo que geralmente quando em serviço os Go 242s eram rebocados por aeronaves do tipo Heinkel He 111s ou Junkers Ju 52s.
Os dois primeiros protótipos voaram em 1941  e o modelo entrou rapidamente na produção. Um total de 1.528 unidades foram construídas, 133 das quais foram convertidos para o Go 244, com dois motores 500 kW (700 hp) Gnome-Rhone equipados no aparelho.

## Histórico operacional
A maioria dos aparelhos viram serviço no Mediterrâneo, Norte da África e algumas unidade foram empregadas na URSS. Alguns dos planadores foram convertidos para a variante Go 242 C-1, onde este era construído com um casco de hidroavião permitindo assim que o mesmo realizasse pousos na água para reabastecer tropas em regiões de rios e lagos, apesar disso a versão Go 242 C-1 nunca foi empregada operacionalmente.

## Variações[4]
- Go 242 A-1 - versão inicial

Três ângulos.

- Go 242 A-2 - versão inicial com melhor configuração para o transporte de tropas
- Go 242 B-1 - versão de carga com trens de pouso descartável
- Go 242 B-2 - Melhorias na versão anterior
- Go 242 B-3 - versão B-1 com portas traseiras duplas
- Go 242 B-4 - versão B-3 com os mecanismos de pouso da B-2
- Go 242 B-5 - versão de treinamento com controles duplos
- Go 242 C-1 - versão de suporte marítimo. Nunca utilizado operacionalmente